# HD 167833
HD 167833，又名BD-09 4678，SAO 142192、HR 6843，是一颗恒星，视星等为6.31，位于銀經20.36，銀緯3.01，其B1900.0坐标为赤經18h 11m 53.7s，赤緯-9° 3.01′ 33″。